# Bonifacio Lastra
Bonifacio Nicolás Lastra (Buenos Aires, 1845 - 20 de julio de 1896) fue un abogado argentino que se desempeñó como ministros de Hacienda y de Justicia e Instrucción Pública de su país durante la presidencia de Nicolás Avellaneda.

## Biografía
Hijo de Nicolás Lastra, y nieto de Domingo Lastra, un estanciero que había muerto en la batalla de Chascomús, luchando contra Juan Manuel de Rosas, cursó la carrera de derecho en la Universidad de Córdoba.
Abandonó sus estudios para enrolarse como voluntario para la guerra de la Triple Alianza, a órdenes del general Cesáreo Domínguez; participó en las batallas de Boquerón del Sauce y Curupaytí, ascendiendo al grado de capitán de milicias provinciales.
De regreso a su país, se doctoró en jurisprudencia en 1869, con una tesis titulada Estudio sobre la libertad de testar. Poco después, el presidente Sarmiento lo nombró subsecretario del ministro de Justicia e Instrucción Pública. En 1872 fue elegido diputado provincial en la provincia de Buenos Aires, aunque ocupó el cargo desde el año siguiente. En 1869 fundó el Club Argentino, partido político que cuatro años más tarde sostuvo la candidatura presidencial de Guillermo Rawson, para lo cual debió renunciar al cargo en el Ministerio. Sostuvo la candidatura desde la redacción del periódico La Verdad, que siguió dirigiendo durante varios años.
Durante el principio de la presidencia de Nicolás Avellaneda fue presidente del Crédito Público Nacional y tesorero de la Comisión Nacional de Educación. Publicó artículos en La Nación y El Pueblo. El gobernador porteño Carlos Casares lo nombró ministro de Gobierno de la provincia.
Durante el tiempo de vigencia de la Conciliación de los Partidos, fue nombrado ministro de Hacienda de la Nación, culminando la política de austeridad y orden financiero iniciada por su antecesor, Lucas González, y terminó de ordenar las cuentas públicas. Tan exitosa fue su gestión, que el presidente le encargó también —con carácter provisorio— el Ministerio de Justicia e Instrucción Pública.
Se distanció de Avellaneda cuando la Conciliación se rompió, y apoyó la revolución de 1880 y se unió a la Unión Cívica. En 1891 asumió como diputado nacional en reemplazo de Epifanio Portela, presentando su renuncia dos años después. Más tarde fue miembro del Consejo Supremo de Guerra y Marina.
El 27 de junio de 1891 el ala mitrista de la Unión Cívica se separa del partido y fundan la Unión Cívica Nacional, siendo Lastra su primer presidente. 
Falleció en Buenos Aires en 1896. Estaba casado con Enriqueta Quirno Costa, hermana de Norberto Quirno Costa, que pocos años después sería vicepresidente de la Nación Argentina.